# 京洛劇場
京洛劇場（きょうらくげきじょう）は、かつて存在した日本の演芸場である。時期によっては、映画館でもあった。京都府京都市中京区新京極通三条下ル東入ル松ヶ枝町に千土地興行（かつての千日土地建物、のちの日本ドリーム観光）が経営した。

## 歴史
元来は映画館。京都・新京極の六角通に面した劇場。千日土地建物が、1939年（昭和14年）4月6日松竹系の京洛映画劇場として開館した。ニュース映画や文化映画などの興行を主体にしながら、アイドホールを用いた擬似テレビジョン公演なども行った。戦後、邦画の二番館となっていたが、1958年（昭和33年）5月1日演芸場に改装。「寄席の京洛劇場」と銘打ち、開場前には前夜祭が催された。この業態転換は、歌舞伎地下演芸場の閉鎖に伴い、そこを拠点としていた千土地興行所属芸能人に提供することが目的だった。3代目桂米朝によると、定員は「四百人ぐらい」だった。
同時期、新京極には富貴があり、京都随一の寄席として盛業していたが、京洛劇場の登場により競合する事態となった。富貴は上方芸能（現在の松竹芸能の母体の一つ）から芸人を調達していたが、当時売れっ子が多かった千土地興行所属の芸人はすべて京洛劇場に出演した。この結果番組面で劣った富貴は競争に敗れる。3代目桂米朝によると、京洛劇場の客入りはよく、土日は立ち見も出たという。一方、富貴は演芸興行を諦めてストリップ劇場に転向した。
しかし、同年12月1日に千日劇場が開場した翌年の1959年（昭和34年）1月28日で演芸興行を打ち切り、翌2月から映画館に再度転向した。千土地が演芸を千日劇場へ集約したことによるものだが、鳴り物入りで開業した割には演芸場として営業した期間は短期間であった。3代目桂米朝は、千土地興行の芸人が京洛劇場に出演したのは1958年11月30日までと述べている。1958年12月半ばには富貴も演芸から撤退しているため、以降京都市内における演芸場は1962年（昭和37年）6月の吉本興業による京都花月劇場での演芸興行復活まで待たなければならない。
京洛劇場は邦画の二番館や東映封切館、洋画封切館、名画座として興行を続けたが、1967年（昭和42年）1月27日をもって閉鎖。キャバレー「アルバイトサロン花束」に転換された。しかし、1969年（昭和44年）10月27日から翌1970年（昭和45年）10月7日までの約1年間は東映封切館であった京都劇場が改築工事のため一時閉館したことに伴い、その代替劇場として復活していた。その後再度キャバレー「ミニミニサロン・マンゴー」になったが1980年代半ばに廃業して建物は取り壊され、第三者の手に渡り駐車場となった後、京都六角ビルが竣工。現在はホテルビスタプレミオ京都となっている。

## 主な出演者
- 桂米朝 (3代目)
- 笑福亭松鶴 (6代目)（当時・笑福亭枝鶴）
- 桂文枝 (5代目)（当時・桂小文枝）
- 鳳啓助・京唄子 ほか